# ميبيندولول
ميبيندولول (الاسم التجاري: Betagon) هو أحد حاصرات المستقبل بيتا الودي غير الانتقائية. يستعمل في علاج الماء الأزرق.